# Half and Half (film, 1917)
Half and Half est un film américain réalisé par Reggie Morris, sorti en 1917.

## Fiche technique
- Titre original : Half and Half
- Réalisation : Reggie Morris
- Production : Mack Sennett
- Société de production : Keystone
- Société de distribution : Keystone
- Pays d’origine :  États-Unis
- Langue originale : anglais
- Format : noir et blanc — 35 mm — 1,37:1 — Film muet
- Genre : Comédie
- Durée : une bobine (300 m)
- Date de sortie :
  - États-Unis : 7 octobre 1917

## Distribution
- Harry Depp : le jeune époux
- Elinor Field : la jeune épouse
- James Rowe : l'avocat
- Lallah Rookh Hart : la vieille servante
- Patrick Kelly : le père
- George Jeske : l'homme ivre